# Josef Škalda
Josef Škalda (15. srpna 1894, Malé Petrovice u Třebechovic – 23. ledna 1942, Berlín – Plötzensee) byl francouzský legionář a osobnost protinacistického odboje za protektorátu.
Josef Škalda byl v první světové válce vojákem francouzské cizinecké legie a poté příslušníkem Československých legií ve Francii (příslušník československé roty "Nazdar"). Během druhé světové války působil v protinacistickém domácím nekomunistickém odboji. Stál v čele odbojové organizace Družstvo v prvním sledu, byl v těsném kontaktu s vedoucími členy (první garnitury) předních protektorátních rezistenčních organizací. V odboji působil především jako zakladatel a jeden z prvních vydavatelů ilegálního časopisu V boj. Kolem roku 1939 bydlel na Královských Vinohradech v Budečské ulici 1026/14 .  Zde také vznikla první čísla této ilegální tiskoviny. Za tuto svoji protiříšskou činnost byl odsouzen k trestu smrti a popraven v Berlíně-Plötzensee.

## Stručný životopis do roku 1921
Josef Škalda se původně vyučil krejčím. Před vypuknutím první světové války odešel do Francie, kde vstoupil dobrovolně 29. července 1914 do francouzské cizinecké legie. Téměř po celou dobu trvání první světové války sloužil v severní Africe. Tady se (mimo jiná místa) zúčastnil bojů v Alžírsku a Maroku. Po vzniku Československé legie ve Francii byl (26. května 1918) převelen do jejího 21. střeleckého pluku. Po pádu monarchie a vzniku Československa (po 28. říjnu 1918) bojoval proti Polákům na Těšínsku (v rámci tzv. Československo-polského sporu o Těšínsko ) a proti Maďarům na Slovensku (v rámci tzv. Maďarsko-československé války ). Tato etapa životní pouti Josefa Škaldy v roli vojáka skončila v roce 1921 demobilizací a od tohoto roku pak sloužil u policie. Zde pracoval jako civilním strážník (policejní agent) tj. byl příslušníkem sboru neuniformované stráže bezpečnosti. Kolem roku 1939 se o něm hovoří jako o penzionovaném policejním úředníkovi a předsedovi vinohradské pobočky "Svazu československých záložníků a bývalých vojáků". (Tento svaz byl složen vesměs z bývalých legionářů.)

## Vojenská kariéra Josefa Škaldy
| Od                 | Do                 | Popis |
| ------------------ | ------------------ | --- |
| 29. července 1914  |                    | Příslušníkem 1. pluku Cizinecké legie (Nábor provden v náborovém středisku v kantonu Mézieres v departementu Ardeny. Přiděleno osobní číslo 16634.)                      |
| 4. srpna 1914      | 28. listopadu 1914 | Alžír |
| 29. listopadu 1914 | 30. listopadu 1914 | „Région Sahariene“ (saharský region) |
| 1. prosince 1914   |                    | Účast v potyčkách (nebo válce) na straně Alžíru proti Maroku |
| 16. listopadu 1916 | 16. listopadu 1916 | Účast v boji u El Maadid |
|                    | listopad 1916      | Umístěn v severní Africe |
|                    | 1916               | Hodnost voják 2. třídy (obdoba naší hodnosti vojín) |
| 18. září 1917      | 18. září 1917      | Uváděn jako český dobrovolník v 1. pluku Cizinecké legie |
| 26. května 1918    |                    | Zařazen v Cognacu v hodnosti „sergent“ s matričním číslem 4559. Služba ve 2. rotě 21. československého střeleckého pluku. Účast v bojích v Alsasku, v Argone a u Teronu. |
|                    | 31. prosince 1919  | Konec zápočtu legionářské služby |
|                    | 23. června 1920    | Zproštěn legionářské služby |
|                    | 2. května 1921     | Propuštěn z legií v hodnosti četaře (demobilizační záznamy nesou data 10. května 1921 a 17. srpna 1921)                                                                  |

## Vyznamenání z legií a první světové války
Za aktivity ve francouzské cizinecké legii byl vyznamenán:
- „Médaille Coloniale (Maroc)“ ("Koloniální medaile (Maroko)")
- „Mutaj el Hafid“ (medaile "Mutaj el Hafid")
- „Médaille Commémorative Coloniale 1914–1918“ ("Koloniální Pamětní medaile 1914-1918")

Po skončení první světové války obdržel vyznamenání:
- Croix de guerre [p 4]
- Československý válečný kříž 1914–1918
- Československá revoluční medaile.

## Josef Škalda v letech 1939 až 1942
Díky odbojářské aktivitě Josefa Škaldy a lidí soustředěných kolem něj (Josef Sejkora, Josef Krupička, Karel Lukeš, Jaroslav Straširipka a další) vznikla odbojová skupina Družstvo v prvním sledu, jejíž hlavní náplní bylo vydávání ilegálního časopisu V boj (do listopadu 1939 vyšlo celkem 29 čísel).
Podíl Josefa Škaldy na odbojové činnosti "Družstva" je podrobně zachycen v hesle Družstvo v prvním sledu.

### Zatčení
Když vydavatelé časopisu V boj Josef Škalda a Josef Sejkora v poledne dne 10. listopadu 1939 opustili (s balíky výtisků určených pro kolportéry) zadní trakt Hotelu Zlatá husa (dnes (2015) hotel Ambassador v dolní části Václavského náměstí – Václavské náměstí 840/5) byli uprostřed Václavského náměstí zastaveni gestapem. V pasáži Alfa došlo ke srážce. Škalda vytáhl revolver a namířil na gestapáka. Stiskl spoušť, ale rána nevyšla. Než stačil pálit podruhé, srazil mu jiný gestapák ruku a další pomocníci gestapa se Škaldy a Sejkory zmocnili. V pozadí celé akce stálo udání konfidenta gestapa Rudolfa Kotrbatého. Na Škaldově zatčení se podílel i konfident gestapa Jaroslav Nachtmann.

### Odsouzení a poprava
Josef Škalda byl shledán vinným (a označen za "nepřítele Říše" ). Lidovým soudním dvorem byl (12. září 1941) odsouzen k trestu smrti za spáchání velezrady (a "velezrádné štvavé psaní velkého rozsahu" ) a za pokus o vraždu úředníka pražské státní policie. Popraven byl stětím v pátek dne 23. ledna 1942 v 06.05 hodin v Berlíně-Plötzensee.

## Pamětní deska

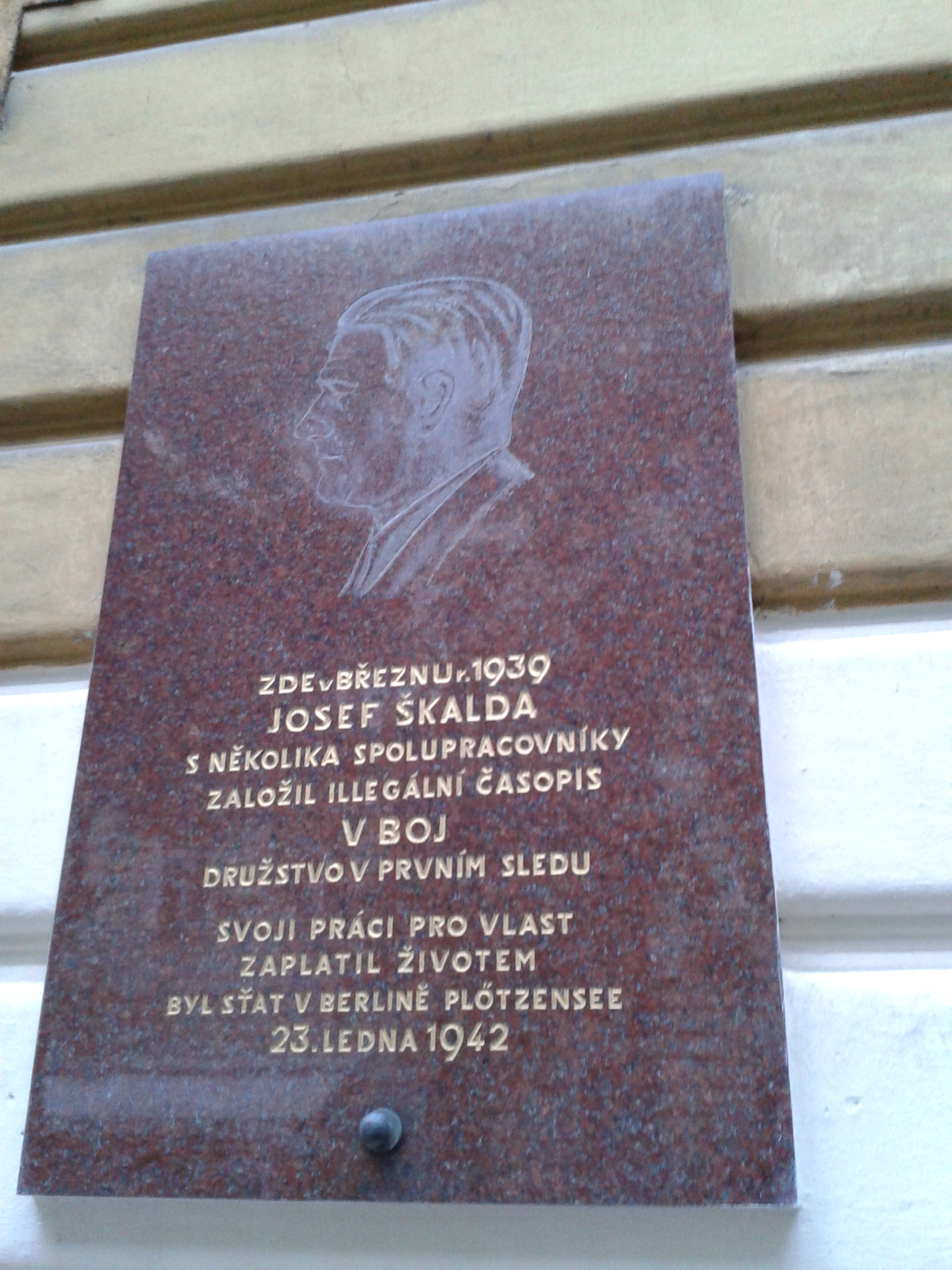
Pamětní deska s portrétem
Josefa Škaldy
(Praha 2, Budečská 1026/14)

Pamětní deska na domě na adrese: Praha 2, Budečská 1026/14  nese text:
ZDE V BŘEZNU R. 1939 
    JOSEF ŠKALDA    
S NĚKOLIKA SPOLUPRACOVNÍKY
ZALOŽIL ILLEGÁLNÍ ČASOPIS
    V BOJ    

DRUŽSTVO V PRVNÍM SLEDU

SVOJI PRÁCI PRO VLAST
    ZAPLATIL ŽIVOTEM
BYL SŤAT V BERLINĚ PLÖTZENSEE 
    23. LEDNA 1942    
pamětní deska